# Rudolf Graber
Rudolf Graber (ur. 13 września 1903 w Bayreuth, zm. 31 stycznia 1992 w Ratyzbonie) – niemiecki biskup.

## Życiorys
1 sierpnia 1926 został wyświęcony na kapłana, a 28 marca 1962 wyznaczony na biskupa Ratyzbony. 2 czerwca 1962 otrzymał święcenia biskupie. 14 września 1981 przeszedł na emeryturę i wyznaczono go na administratora apostolskiego Ratyzbony. 17 września 1982 złożył rezygnację z zajmowanej funkcji. Zmarł 31 stycznia 1992 i jego pogrzeb odbył się w katedrze w Ratyzbonie.

## Nagrody i wyróżnienia
- Bawarski Order Zasługi
- Albertus-Magnus-Medaille
- Goldene Bürgermedaille der Stadt Regensburg
- Order Świętych Jerzego i Konstantyna
- Order Zasługi Republiki Federalnej Niemiec

## Publikacje
- Die Gaben des heiligen Geistes, Verlag Friedrich Pustet, Regensburg 1936.
- Christus in seinen heiligen Sakramenten, Verlag Kösel-Pustet, München 1937.
- Maria assumpta, Girnth 1951.
- Die marianischen Weltrundschreiben der Päpste in den letzten hundert Jahren, Echter-Verlag Würzburg 1954 (Zweite Auflage)
- Die Herz-Jesu-Verehrung in der Krise der Gegenwart, Johann Michael Sailer Verlag 1962.
- Die Geheimnisse des Rosenkranzes, Echter-Verlag, Würzburg 1976.
- Maria: Jungfrau – Mutter – Königin, Verlag Wort und Werk Sankt Augustin 1980 (2. Auflage), ISBN 3-8050-0047-2.
- Athanasius und die Kirche unserer Zeit – zu seinem 1600. Todestag., Kral-Verlag 1990.